# LIVE BEST COLLECTION
『LIVE BEST COLLECTION』（ライヴ・ベスト・コレクション）は、山下久美子のライヴ・アルバムで、1983年3月21日に日本コロムビアから発売された。

## 概要
山下初のライヴ・アルバムで、新宿ルイードをはじめ、大阪厚生年金会館、新宿コマ劇場、慶応日吉の各ライヴ会場で収録されたライヴ・ベスト・アルバムである。
ライヴ・バージョンではあるが、1982年に発売されたシングル「赤道小町ドキッ」が初収録された。オリジナルバージョンは、1991年に発売されたベスト・アルバム『Chronologic Singles Side:A Collection』にて初収録かつ初CD化された。

## 収録曲

### SIDE A
| #         | タイトル                           | 作詞      | 作曲       | ライヴ会場       | 時間  |
| --------- | ---------------------------------- | --------- | ---------- | ---------------- | ----- |
| 1.        | 「バスルームから愛をこめて」       | 康珍化    | 亀井登志夫 | 新宿ルイード     | 2:32  |
| 2.        | 「恋のミッドナイト・D.J.」         | KURO      | 西岡恭蔵   | 大阪厚生年金会館 | 3:49  |
| 3.        | 「シャンプー」                     | 康珍化    | 山下達郎   | 大阪厚生年金会館 | 4:26  |
| 4.        | 「抱きしめてオンリィ・ユー」       | 康珍化    | 亀井登志夫 | 新宿コマ劇場     | 4:39  |
| 5.        | 「時代遅れの恋心」                 | 下田逸郎  | 大沢誉志幸 | 大阪厚生年金会館 | 5:35  |
| 6.        | 「Baby Baby (I love you tonight)」 | Kimiko    | Kimiko     | 新宿コマ劇場     | 3:13  |
| 合計時間: | 合計時間:                          | 合計時間: | 合計時間:  | 合計時間:        | 24:14 |

### SIDE B
| #         | タイトル                         | 作詞      | 作曲      | ライヴ会場       | 時間  |
| --------- | -------------------------------- | --------- | --------- | ---------------- | ----- |
| 1.        | 「So Young」                     | 佐野元春  | 佐野元春  | 慶応日吉         | 2:50  |
| 2.        | 「赤道小町ドキッ」               | 松本隆    | 細野晴臣  | 大阪厚生年金会館 | 3:06  |
| 3.        | 「マラソン恋女」                 | 康珍化    | 大村憲司  | 新宿コマ劇場     | 4:04  |
| 4.        | 「A Silver Girl (ずっと昔から)」 | 佐野元春  | 佐野元春  | 新宿コマ劇場     | 6:01  |
| 5.        | 「ジプシー・ソング」             | KURO      | 西岡恭蔵  | 大阪厚生年金会館 | 5:13  |
| 合計時間: | 合計時間:                        | 合計時間: | 合計時間: | 合計時間:        | 21:14 |

## 楽曲解説

### SIDE A
1. バスルームから愛をこめて
  - 1stシングル。
  - 1番しか歌われておらず、アルバムに収録するにあたりモノラル音源に加工している[注釈 1]。
2. 恋のミッドナイト・D.J.
  - 3rdシングル。
3. シャンプー
  - 3rdスタジオ・アルバム『雨の日は家にいて』収録曲。
  - アン・ルイスが1979年に発売されたアルバム『PINK PUSSYCAT』に収録されている楽曲のカバー。
4. 抱きしめてオンリィ・ユー
  - 4thスタジオ・アルバム『抱きしめてオンリィ・ユー』収録曲。
5. 時代遅れの恋心
  - 4thスタジオ・アルバム『抱きしめてオンリィ・ユー』収録曲。
6. Baby Baby (I love you tonight)
  - 5thスタジオ・アルバム『Baby Baby』収録曲。

### SIDE B
1. So Young
  - 3rdスタジオ・アルバム『雨の日は家にいて』収録曲。
2. 赤道小町ドキッ
  - 6thシングル。
  - アルバム初収録。
3. マラソン恋女
  - 7thシングル。
4. A Silver Girl (ずっと昔から)
  - 5thスタジオ・アルバム『Baby Baby』収録曲。
5. ジプシー・ソング
  - アルバム初収録。
  - 西岡恭蔵が1976年に発売されたアルバム『南米旅行』に収録されている楽曲のカバー。

## 参加ミュージシャン
- Vocal：山下久美子
- 演奏：PaPa